# BlackArts Racing Team
A BlackArts Racing Team é uma equipe de automobilismo registrada na China/Hong Kong, formada em janeiro de 2015. Sua principal sede operacional está localizada dentro do Circuito Internacional de Zhuhai, em Zhuhai, província de Cantão, na fronteira com Macau.

## Títulos
Campeonatos de equipes
- Fórmula Renault Series Asiática: 2015, 2016, 2017 e 2018
- Campeonato Chinês de Fórmula 4: 2017, 2018 e 2019

Campeonatos de pilotos
- Fórmula Renault Series Asiática: 2015 (Dan Wells), 2016 (Josh Burdon), 2017 (Charles Leong) e 2018 (Daniel Cao)
- Campeonato Chinês de Fórmula 4: 2017 (Charles Leong) e 2019 (Conrad Clark)